# Братська могила радянських воїнів (Баранівка)
Братська могила радянських воїнів — пам'ятка історії місцевого значення, що знаходиться в місті Баранівка, районному центрі Баранівського району Житомирської області, охоронний номер 135. 

## Історія пам'ятки
Місто (на той час селище) Баранівка було визволено від фашистських загарбників 3 січня 1944 р. У боях за його визволення загинули та  померли від ран 102 воїни 148-ї та 351-ї стрілецьких дивізій. Всього на фронтах Другої світової війни загинули 486 жителів Баранівки.
У зв’язку із зазначеними подіями у 1975 р. у центрі Баранівки, на майдані Волі, було здійснено перепоховання 102-ох воїнів 148-ї та 351-ї стрілецьких дивізій з місця їх первинного поховання (кладовища на вулиці Першотравенській) до спільної братської могили та встановлено чотиригранний залізобетонний обеліск, облицьований гранітними плитками чорного кольору, на вершині якого розміщено залізобетонну скульптуру воїна з автоматом у руці, котрий піднімається в бій на захист рідної землі. 9 травня 1975 р. відбулося урочисте відкриття обеліска.
У 1989 р. ліворуч від обеліска на бетонному постаменті були встановлені 19 лабрадоритових плит. На центральній з них викарбувано меморіальний напис російською мовою: «Вечная слава воинам-землякам пос. Барановка, павшим в боях за свободу и независимость нашей Родины в годы Великой Отечественной войны 1941-1945 гг.», а на інших висічено прізвища 486 жителів Баранівки, які загинули на фронтах Другої світової війни.  

## Опис
Братська могила знаходиться на майдані Волі, серед природних зелених насаджень неподалік від  громадської забудови.
Перед  обеліском, на постаменті з червоного граніту розміщено 2 горизонтальні плити з полірованого чорного граніту, на яких височіє гранітна основа чорного кольору для Вічного вогню. Вічний вогонь - декоративний круг з неіржавіючої сталі, у  який вписана об’ємна п’ятикутна зірка із сплаву кольорових металів з газовим пальником по центру.
Територія об’єкта впорядкована. Більша її частина вимощена бетонними плитами, які обкладені по периметру бетонними бордюрами. Обабіч та з тильного боку височіють листяні і хвойні дерева, кущі горобини. По периметру встановлені ліхтарі вуличного освітлення.
Пам’ятка використовується як об’єкт екскурсійного показу для туристів,  меморіальне місце, з метою патріотичного  виховання  молоді, вшанування пам’яті.